# Olympische Winterspiele 2002/Teilnehmer (Ukraine)
| Gelbes Symbol für Goldmedaillen mit stilisierten Olympischen Ringen | Graues Symbol für Silbermedaillen mit stilisierten Olympischen Ringen | Braundes Symbol für Bronzemedaillen mit stilisierten Olympischen Ringen |
| ------------------------------------------------------------------- | --------------------------------------------------------------------- | ----------------------------------------------------------------------- |
| —                                                                   | —                                                                     | —                                                                       |

Die Ukraine nahm an den Olympischen Winterspielen 2002 im US-amerikanischen Salt Lake City mit einer Delegation von 69 Athleten in elf Disziplinen teil, davon 47 Männer und 22 Frauen. Ein Medaillengewinn gelang keinem der Athleten.
Fahnenträgerin bei der Eröffnungsfeier war die Biathletin Olena Petrowa.

## Teilnehmer nach Sportarten

### Biathlon
Männer
- Oleksandr Bilanenko
20 km Einzel: 68. Platz (59:34,4 min)
4 × 7,5 km Staffel: 7. Platz (1:27:02,2 h)
- Wjatscheslaw Derkatsch
10 km Sprint: 36. Platz (27:05,3 min)
12,5 km Verfolgung: 40. Platz (36:56,8 min)
20 km Einzel: 23. Platz (55:01,3 min)
4 × 7,5 km Staffel: 7. Platz (1:27:02,2 h)
- Andrij Derysemlja
10 km Sprint: 38. Platz (27:11,1 min)
20 km Einzel: 27. Platz (55:14,8 min)
- Ruslan Lyssenko
10 km Sprint: 53. Platz (27:43,1 min)
20 km Einzel: 24. Platz (55:02,1 min)
4 × 7,5 km Staffel: 7. Platz (1:27:02,2 h)
- Roman Pryma
10 km Sprint: 76. Platz (29:16,1 min)
4 × 7,5 km Staffel: 7. Platz (1:27:02,2 h)

Frauen
- Oksana Chwostenko
15 km Einzel: 29. Platz (51:34,4 min)
- Oksana Jakowljewa
15 km Einzel: 27. Platz (51:22,2 min)
- Nina Lemesch
7,5 km Sprint: 47. Platz (23:37,4 min)
4 × 7,5 km Staffel: 10. Platz (1:32:00,6 h)
- Olena Petrowa
7,5 km Sprint: 48. Platz (23:40,9 min)
15 km Einzel: 24. Platz (51:05,7 min)
4 × 7,5 km Staffel: 10. Platz (1:32:00,6 h)
- Alena Subrylawa
7,5 km Sprint: 59. Platz (24:33,2 min)
15 km Einzel: 34. Platz (52:10,7 min)
4 × 7,5 km Staffel: 10. Platz (1:32:00,6 h)
- Tetjana Wodopjanowa
7,5 km Sprint: 31. Platz (23:03,8 min)
10 km Verfolgung: 26. Platz (34:23,0 min)
4 × 7,5 km Staffel: 10. Platz (1:32:00,6 h)

### Bob
Männer, Zweier
- Oleksandr Iwanyschyn, Oleksandr Strelzow (UKR-1)
34. Platz (3:18,42 min)

Männer, Vierer
- Oleh Polywatsch, Bohdan Samostjanyk, Oleksandr Iwanyschyn, Jurij Schurawskyj (UKR-1)
22. Platz (3:13,77 min)

### Eishockey
Männer
| - Oleksandr Fedorow - Ihor Karpenko - Kostjantyn Symtschuk - Jurij Hunko - Serhij Klymentjew - Wjatscheslaw Sawalnjuk - Walerij Schyrjajew - Andrij Srjubko - Dmytro Tolkunow - Wjatscheslaw Tymtschenko - Wassyl Bobrownykow - Dmytro Chrystytsch | - Ruslan Fedotenko - Witalij Lytwynenko - Walentyn Olezkyj - Oleksij Ponikarowskyj - Roman Salnykow - Bohdan Sawenko - Wadym Schachrajtschuk - Wladyslaw Serow - Wadym Slywtschenko - Ihor Tschybyrjew - Serhij Warlamow |

- 10. Platz

### Eiskunstlauf
Männer
- Dmytro Dmytrenko
18. Platz (28,5)

Frauen
- Olena Ljaschenko
14. Platz (21,0)
- Halyna Manjatschenko
12. Platz (18,5)

Paare
- Tetjana Tschuwajewa & Dmytro Palamartschuk
16. Platz (23,5)
- Aljona Savchenko & Stanislaw Morosow
15. Platz (22,0)

Eistanz
- Julija Holowina & Oleh Wojko
21. Platz (43,3)
- Elena Hruschyna & Ruslan Hontscharow
9. Platz (19,0)

### Eisschnelllauf
Männer
- Andrij Fomin
500 m: 29. Platz (72,64 s)
1000 m: 37. Platz (1:11,04 min)
1500 m: 43. Platz (1:51,02 min)

Frauen
- Olena Mjahkych
1000 m: 35. Platz (1:20,13 min)
1500 m: 38. Platz (2:05,32 min)
3000 m: 31. Platz (4:24,64 min)

### Freestyle-Skiing
Männer
- Enver Ablaiev
Springen: 22. Platz (in der Qualifikation ausgeschieden)
- Stanislaw Krawtschuk
Springen: 5. Platz (246,30)

Frauen
- Tetjana Kosatschenko
Springen: 15. Platz (in der Qualifikation ausgeschieden)

### Rennrodeln
Männer, Doppelsitzer
- Danylo Pantschenko & Oleh Awdjejew
11. Platz (1:27,327 min)

Frauen
- Oryslawa Tschuchlib
20. Platz (2:56,281 min)
- Lilia Ludan
6. Platz (2:54,499 min)

### Shorttrack
Männer
- Wladimir Grigorjew
500 m: 30. Platz (im Vorlauf ausgeschieden)
1000 m: im Vorlauf disqualifiziert
1500 m: 26. Platz (im Vorlauf ausgeschieden)

### Ski Alpin
Männer
- Mykola Skrjabin
Abfahrt: 49. Platz (1:47,65 min)
Super-G: 29. Platz (1:27,84 min)
Riesenslalom: 45. Platz (2:36,27 min)
Slalom: Rennen nicht beendet
Kombination: 25. Platz (3:41,06 min)

Frauen
- Julija Siparenko
Riesenslalom: 43. Platz (2:47,62 min)
Slalom: 40. Platz (2:00,50 min)

### Skilanglauf
Männer
- Roman Lejbjuk
1,5 km Sprint: 44. Platz (3:03,21 min)
15 km klassisch: 32. Platz (39:50,9 min)
20 km Verfolgung: 11. Platz (50:53,9 min)
30 km Freistil: 50. Platz (1:18:52,3 h)
50 km klassisch: 22. Platz (2:15:50,9 h)

Frauen
- Olena Rodina
10 km klassisch: 41. Platz (31:07,4 min)
10 km Verfolgung: 56. Platz (nicht für das Freistilrennen qualifiziert)
30 km klassisch: 38. Platz (1:46:51,2 h)
- Walentyna Schewtschenko
10 km klassisch: 12. Platz (29:42,7 min)
10 km Verfolgung: 21. Platz (27:01,9 min)
15 km Freistil: 21. Platz (42:16,0 min)
30 km klassisch: 5. Platz (1:33:03,1 h)
- Maryna Pestrjakowa
10 km Verfolgung: 57. Platz (nicht für das Freistilrennen qualifiziert)
30 km klassisch: Rennen nicht beendet
- Iryna Taranenko-Terelja
1,5 km Sprint: 29. Platz (3:23,47 min)
10 km klassisch: 11. Platz (29:35,8 min)
10 km Verfolgung: 10. Platz (26:19,1 min)
15 km Freistil: 9. Platz (40:39,4 min)
30 km klassisch: 18. Platz (1:37:32,9 h)
- Wita Jakymtschuk
1,5 km Sprint: 41. Platz (3:28,94 min)
15 km Freistil: 44. Platz (45:26,7 min)

### Skispringen
- Wolodymyr Hlywka
Normalschanze: 47. Platz (nicht für den 2. Sprung qualifiziert)
Großschanze: 49. Platz (nicht für den 2. Sprung qualifiziert)